# Landtagswahl in Hessen 1962
- SPD: 51
- FDP: 11
- CDU: 28
- GDP: 6

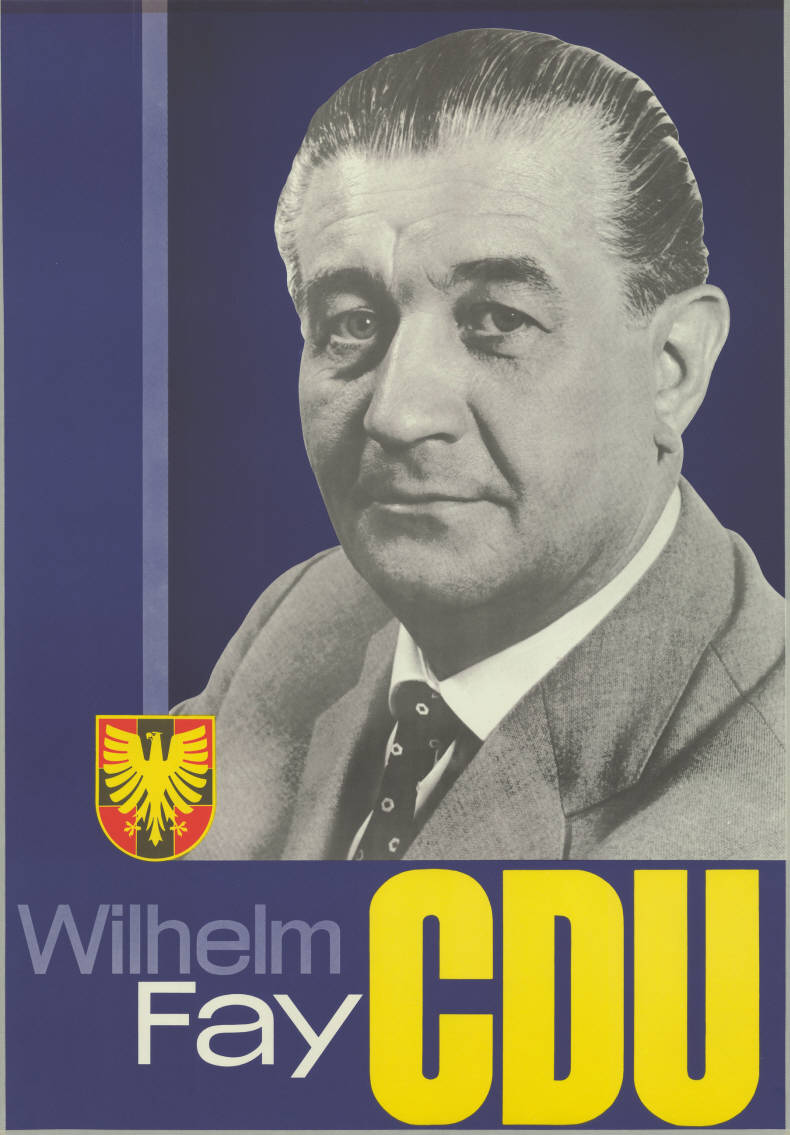
Wahlplakat der CDU

Die Wahl zum 5. Hessischen Landtag fand am 11. November 1962 statt. Die SPD erzielte die absolute Mehrheit, Ministerpräsident Zinn setzte dennoch die Koalition mit dem nach der Fusion mit der DP nun als Gesamtdeutsche Partei auftretenden BHE fort, der durch Gustav Hacker als Landwirtschaftsminister in der Landesregierung vertreten war.
| Partei          | Stimmen absolut | Prozent | Wahl- kreisbe- werber | Direkt- man- date | Sitze |
| --------------- | --------------- | ------- | --------------------- | ----------------- | ----- |
| Wahlberechtigte | 3.451.314       |         |                       |                   |       |
| Wähler          | 2.681.995       | 77,7    |                       |                   |       |
| Gültige Stimmen | 2.636.803       | 98,3    |                       |                   |       |
|                 |                 |         |                       |                   |       |
| SPD             | 1.340.625       | 50,8    | 48                    | 44                | 51    |
| CDU             | 760.435         | 28,8    | 48                    | 4                 | 28    |
| FDP             | 301.783         | 11,4    | 48                    |                   | 11    |
| GDP/BHE         | 167.090         | 6,3     | 48                    |                   | 6     |
| DFU             | 64.956          | 2,5     | 48                    |                   |       |
| DG              | 1.433           | 0,1     | 6                     |                   |       |
| FSP             | 481             | <0,1    | 3                     |                   |       |
| Total           | 2.636.803       | 100     | 249                   | 48                | 96    |